# スウィフト・カレント (サスカチュワン州)
スウィフト・カレント（英: Swift Current）は、カナダ・サスカチュワン州の人口第6位の市。サスカチュワン州道1号線（トランスカナダハイウェイ）でムースジョーの西177km、アルバータ州メディシンハットの東223kmにある。2024年時点で人口18,430人。

## 歴史
カナダ太平洋鉄道の計画段階にあった1883年に入植地が設立された。入植当初は鉄道工事関連に依存した経済だったが、併せてカルガリーの市場へ提供する牛や羊の畜産業も盛んとなった。
第二次世界大戦中のイギリス連邦航空訓練計画（British Commonwealth Air Training Plan）の訓練基地が1941年に航空訓練校が設立され、その施設が現在のスウィフト・カレント空港となった。1952年にスウィフト・カレント北東48kmに油田が発見され、その後40年以上原油の採掘が行われている。